# Calabazal (manzana)
Calabazal es el nombre de una variedad cultivar de manzano (Malus domestica). Esta manzana está cultivada en la Estación de fruticultura de Madridanos, así como en diversos viveros entre ellos algunos dedicados a conservación de árboles frutales en peligro de desaparición. Esta manzana es originaria de la  Provincia de León, donde tuvo su mejor época de cultivo comercial anteriormente a la década de 1960, y actualmente en menor medida aún se encuentra.

## Sinónimos
- "Manzana Calabazal".[5][7][8]

## Historia
Gracias a la inversión de diversas empresas frutícolas catalanas en Castilla y León se ha incrementado en gran medida la producción de manzanas selectas de mesa. Según el "Anuario de Estadística Agraria de Castilla y León", desde el año 2000 al 2015 se ha duplicado la producción de manzanas de mesa de variedades selectas foráneas, pasando de los 18.634 toneladas registradas en el año 2000 hasta las 39.218 de 2015, último dato disponible. La provincia de Soria lidera la Comunidad, con casi el 45% del total, 17.000 toneladas. Le sigue León, con 12.200 toneladas y de lejos Zamora, con 4.750 toneladas, en cuarto lugar se sitúa Burgos, con 2.800 toneladas, y quinta Ávila, con 1.065 toneladas. A la cola, Segovia, Salamanca, y Valladolid, con 80, 75 y 47 toneladas, respectivamente.
'Calabazal' es una variedad autóctona de la León, que por la competencia de otras variedades selectas, ha sido desbancado su cultivo al no poder competir con estas variedades ni en aspecto ni en costes de producción. Hay cientos de árboles semi abandonados por falta de cuidado y por la escasa rentabilidad de la recolección, ya que los consumidores compran las manzanas selectas foráneas de las grandes superficies de venta.
'Calabazal' está considerada incluida en las variedades locales autóctonas muy antiguas, cuyo cultivo se centraba en comarcas muy definidas. Se caracterizaban por su buena adaptación a sus ecosistemas y podrían tener interés genético en virtud de su adaptación. Se encontraban diseminadas por todas las regiones fruteras españolas, aunque eran especialmente frecuentes en la España húmeda. Estas se podían clasificar en dos subgrupos: de mesa y de sidra (aunque algunas tenían aptitud mixta).
'Calabazal' es una variedad clasificada como de mesa, difundido su cultivo en el pasado por los viveros comerciales y cuyo cultivo en la actualidad se ha reducido a huertos familiares y jardines privados.

## Características
El manzano de la variedad 'Calabazal' tiene un vigor fuerte; porte semi erecto; tubo del cáliz pequeño, y con los estambres insertos en su mitad, con embudo fino y medianamente corto.
La variedad de manzana 'Calabazal' tiene un fruto de buen tamaño medio; forma cónico-oval, más alta que ancha e irregularmente acostillada, y con contorno marcadamente irregular; piel fina, lisa, brillante o levemente mate; con color de fondo amarillo verdoso, importancia del sobre color medio, color del sobre color rojo, distribución del sobre color chapa/pinceladas, presenta chapa en zona de insolación, más o menos rojo rosado o ciclamen, y sobre la misma leves pinceladas, acusa punteado abundante, pequeño, blanquinoso, aisladamente ruginoso, con frecuencia, una línea venosa ruginosa y de color oscuro a lo largo del fruto, y una sensibilidad al "russeting" (pardeamiento áspero superficial que presentan algunas variedades) medio; pedúnculo corto, fino o notablemente carnoso, llegando a veces a cerrar la cavidad, anchura de la cavidad peduncular media o estrecha, profundidad de la cavidad pedúncular de poca profundidad o superficial, bordes irregularmente ondulados, y con importancia del "russeting" en cavidad peduncular débil; anchura de la cavidad calicina mediana, estrecha, profundidad de la cav. calicina es poco profunda o bien superficial, pero siempre formando cubeta, bordes ondulados más o menos marcados que, en algunos frutos, se reparten en irregular acostillado a lo largo del mismo, presenta fondo característico por unos irregulares relieves venosos que, en la mayoría, se desplazan longitudinalmente formando una línea de polo a polo, sobre ésta aparece ruginosidad de color oscuro, y con importancia del "russeting" en cavidad calicina medio; ojo mediano, cerrado o entreabierto; sépalos largos, de puntas agudas y vueltos hacia fuera, de color verde, tomentosos.
Carne de color amarillo crema; textura dura, crujiente, semi-jugosa y a la vez un poco harinosa; sabor característico de la variedad, aromático y
agradable; corazón irregularmente ancho; eje cerrado o abierto; celdas anchas y semi-arriñonadas; semillas de tamaño medio y de ápice agudo.
La manzana 'Calabazal' tiene una época de maduración y recolección muy tardía, en otoño-invierno, es una variedad que madura entre finales de noviembre-principio de enero. Buena calidad gustativa con pulpa firme, agridulce y aromática. Se usa como manzana de mesa fresca.